# Șarpanți, Sokal
Șarpanți (în ucraineană Шарпанці) este un sat în comuna Luciîți din raionul Sokal, regiunea Liov, Ucraina.

## Demografie
Componența lingvistică a localității Șarpanți
     Ucraineană (100%)
Conform recensământului din 2001, toată populația localității Șarpanți era vorbitoare de ucraineană (100%).